# گربه‌ها نمی‌رقصند
گربه‌ها نمی‌رقصند (انگلیسی: Cats Don't Dance) یک پویانمایی در ژانر موزیکال و کمدی به کارگردانی مارک دیندال است که در سال ۱۹۹۷ منتشر شد.